# Ochthephilum fracticorne
Ochthephilum fracticorne är en skalbaggsart som först beskrevs av Gustaf von Paykull 1800.  Ochthephilum fracticorne ingår i släktet Ochthephilum, och familjen kortvingar. Arten är reproducerande i Sverige.